# Paralimnophila minuscula
Paralimnophila minuscula là một loài ruồi trong họ Limoniidae. Chúng phân bố ở miền Australasia và được Alexander miêu tả khoa học lần đầu tiên năm 1922.